# AJJ
AJJ (anteriormente Andrew Jackson Jihad) é uma banda norte-americana de folk-punk, formada por Sean Bonnette e Ben Gallaty em Phoenix, Arizona em 2004.

## História

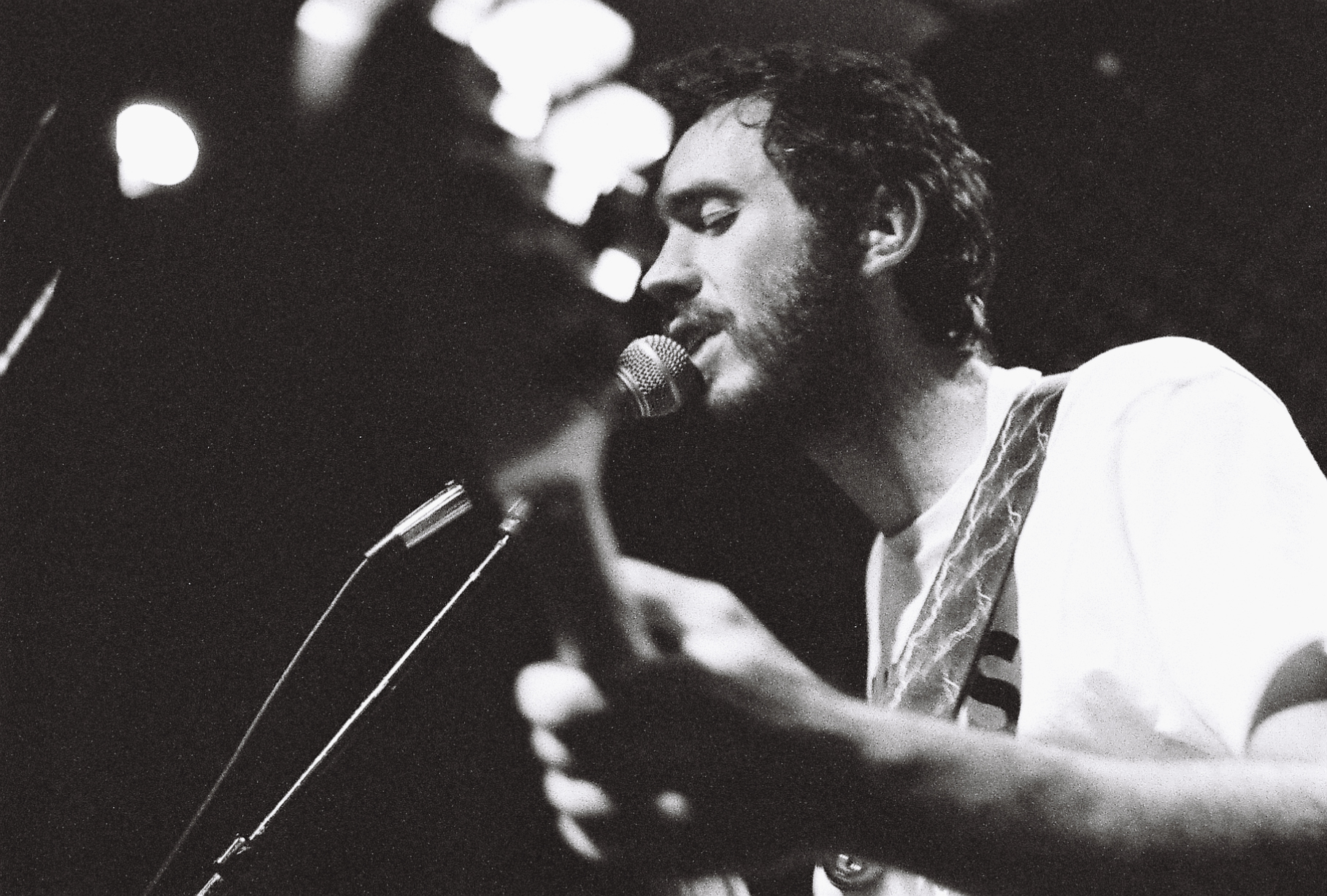
Ben Gallaty, baixista

Andrew Jackson Jihad foi criada depois que seu baterista original, Justin James White, se aproximou de Sean Bonnette e Ben Gallaty. Desde então, diversos músicos colaboraram com o duo Sean e Ben, tocando diversos instrumentos diferentes. Dylan Cook, do Partners in 818, toca mandolin esporadicamente com a banda. A constante variação de integrantes resulta em sonoridades de longo alcance, tanto ao vivo quanto em estúdio. 
Em 2005, lançaram seu primeiro álbum de longa duração, de título "Candy, Cigarrettes and Capguns". A banda recebeu muita atenção por suas letras, que frequentemente abordam os temas de fobia social, pobreza, religião, existencialismo e política.
Em 2006, a banda recebeu um prêmio de "Melhor Banda Local", dado pelo jornal Phoenix New Times.  Em 2011, a banda viria a ganhar o prêmio novamente. 
A banda lançou um EP em parceria com Ghost Mice pela Plan-It-X-Records em 2007, seguidos por um álbum ("People Who Can Eat People are the Luckiest People In the World") lançado pela Asian Man Records, em 11 de setembro do mesmo ano.. Em 2008, saíram na turnê "Making Punk Fun Again" com as bandas The Queens, Bomb The Music Industry!, Lemuria e Kepi Ghoulie. No mesmo ano, Andrew Jackson Jihad lançou um EP acústico intitulado "Only God Can Judge Me", composto quase que inteiramente de músicas acústicas.
Seu terceiro LP, "Can't Maintain", foi lançado pela Asian Man Records em 2009. Nos dois anos seguintes, foram feitas duas turnês pela Europa e diversos shows na América do Norte. Em setembro de 2011, a banda lança seu quarto LP, de nome "Knife Man", que é bem-recebido pela crítica especializada  . No mesmo ano, vencem pela segunda vez o prêmio de melhor banda local pelo jornal Phoenix New Times. 
A banda volta a lançar músicas inéditas em maio de 2014 com um álbum de longa duração, "Christmas Island", lançado pela SideOneDummy Records.
Em 2016, a banda mudou o nome para 'AJJ', que costumava ser usado como sigla. O vocalista Sean Bonnette afirmou que a mudança foi motivada pelo uso da palavra 'jihad' ser desrespeitosa com muçulmanos e porque não gostariam de ser associados com a figura do presidente Andrew Jackson. 

## Discografia

### Álbuns
- Candy Cigarettes and Cap Guns (2005)
- People That Can Eat People Are the Luckiest People in the World (2007)
- Can't Maintain (2009)
- Knife Man (2011)
- Christmas Island (2014)
- The Bible 2 (2016)

### Álbuns ao vivo
- Live at the Crescent Ballroom (2013)
- Decade of Regression (2017)

### EPs
- Issue Problems EP (2006)
- Art of the Underground Volume 19 (2007)
- Only God Can Judge Me EP (2008)
- Operation Stackola EP (2009)
- Holiday Inn Gainesville (2009)
- Back In The Jazz Coffin (2017)

### Splits
- Andrew Jackson Jihad / Flaspar / Golden Boots (2006)
- Andrew Jackson Jihad / Ghost Mice (2007)
- Andrew Jackson Jihad / French Quarter (2007)
- Partners in 818 / Andrew Jackson Jihad (2007)
- Mischief Brew / Andrew Jackson Jihad (2009)
- Andrew Jackson Jihad / Cobra Skulls - Under The Influence Vol. 6 (2009)
- Andrew Jackson Jihad / Apocalypse Meow - Pug Life (2009)
- Andrew Jackson Jihad / The Gunshy (2010)
- Andrew Jackson Jihad / O Pioneers!!! (2011)

### Coletâneas
- Candy Cigarettes, Capguns, Issue Problems, and Such (2011)
- Rompilation (2012)
- Rompilation 2.0: The Digitizing (2014)

### Demos
- Holey Man, Holy War (2004)
- Demo II (2004)
- Demo III (2004)
- Home Style (Recordings) (2007)